# 절연 테이프

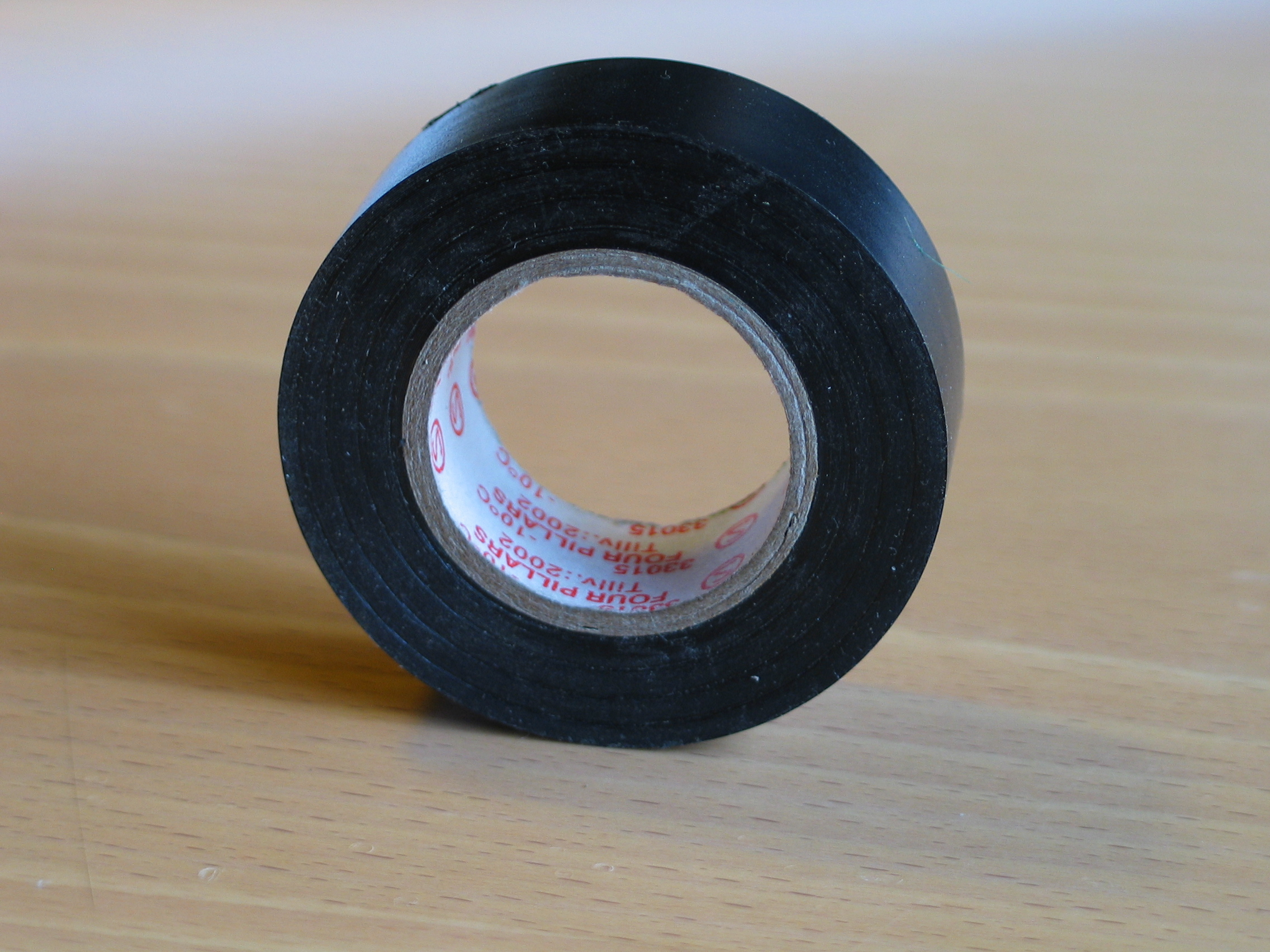
검은 절연 테이프

절연 테이프(絶緣-)는 전선 등 절연 피복 보수에 사용되는 접착 테이프이다.
색상으로 구분되는 접지용은 노란색과 녹색 등 각 전선의 색상에 있던 것이 사용된다.